# Croix de la Vaillance (Vietnam)
Pour les articles homonymes, voir Croix de la Vaillance.
Ne doit pas être confondu avec Croix de la Vaillance (Canada).
La Croix de la Vaillance (en vietnamien : Anh-Dũng Bội-Tinh) était une décoration militaire décernée par l'ancienne république du Viêt Nam.

## Histoire
La médaille a été créée le 15 août 1950 pour être décernée aux personnels militaires, aux civils et aux unités et organisations ayant fait preuve d'acte de bravoure ou de conduite héroïque lors d'un combat contre l'ennemi.
La récompense comporte quatre degrés d'importance, différenciés par un emblème métallique sur le ruban :
- Croix de la Vaillance avec une étoile de bronze pour une citation à l'ordre du régiment ;
- Croix de la Vaillance avec une étoile d'argent pour une citation à l'ordre de la division ;
- Croix de la Vaillance avec une étoile d'or pour une citation à l'ordre du corps d'armée ;
- Croix de la Vaillance avec palme pour une citation à l'ordre de l'armée.

Les personnels d'une unité récompensée porte le ruban correspondant, sans médaille, entouré d'un cadre d'or. Les personnels qui ont participé aux actions ayant mené à l'attribution de la récompense à l'unité sont autorisés porter ce dispositif à titre permanent. Les personnels décorée à titre individuels sont autorisés à porter la médaille individuelle et le ruban collectif simultanément. Les unités ayant été décoré deux fois pouvaient porter sur leur drapeau une flamme de campagne aux couleurs du ruban et leurs personnels une fourragère de couleur jaune doré avec liseré rouge.

## Description
La médaille, d'une largeur de 35 millimètres est de couleur or. Elle est composée d'une croix celtique avec deux épées croisées entre les bras, le tout posé sur une couronne. Le centre de la médaille contient un disque sur lequel figure la silhouette du Vietnam entre deux branches de palmier avec, par-dessus le tout, un parchemin portant l'inscription Quoc-gia Lao-Tuong ("Récompense de l'État"). Le ruban, de 35 millimètres de large, est rouge avec en son centre une bande verticale jaune doré chargée de seize liserés rouges.

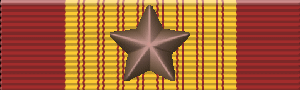
Ruban avec étoile de bronze
Ruban avec étoile d'argent
Ruban avec étoile d'or
Ruban avec palme
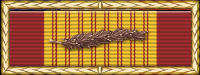
Ruban de récompense d'unité

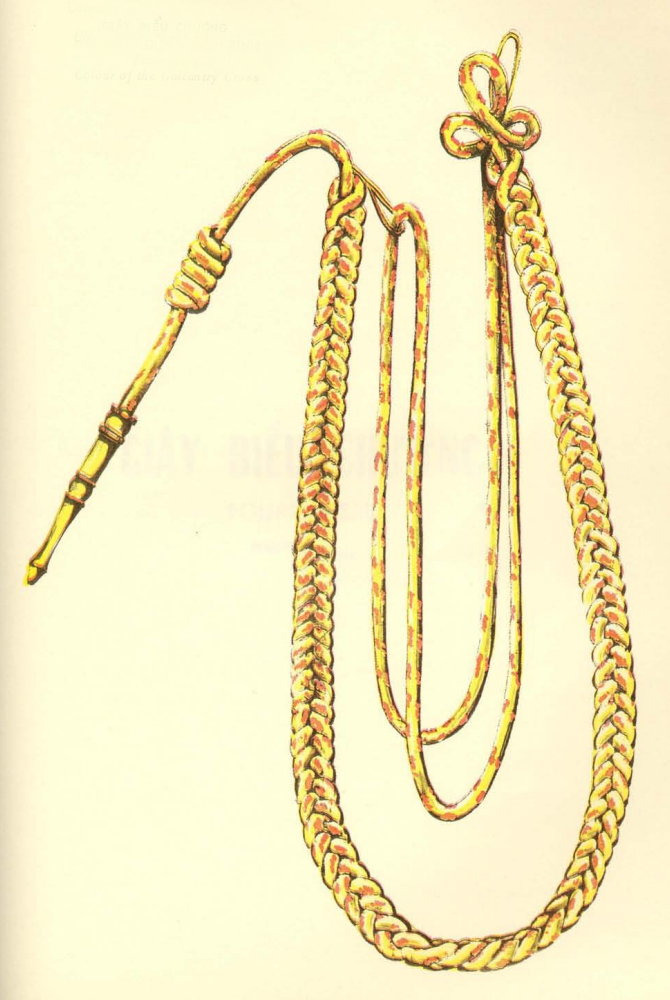
Fourragère de la Croix de la Vaillance
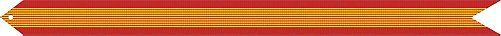
Flamme de campagne

## Source
- (en) Cet article est partiellement ou en totalité issu de l’article de Wikipédia en anglais intitulé « Gallantry Cross (South Vietnam) » (voir la liste des auteurs).